# 3542 Tanjiazhen
A 3542 Tanjiazhen (ideiglenes jelöléssel 1964 TN2) a Naprendszer kisbolygóövében található aszteroida. A Bíbor-hegyi Obszervatórium fedezte fel 1964. október 9-én.